# Eletropaulo
A Eletropaulo foi uma empresa estatal de distribuição de energia elétrica localizada em São Paulo, Brasil, cindida em outras empresas de tamanho menor. 

## Antecedentes
Desde 1899, a Light São Paulo - São Paulo Tramway, Light and Power Company, uma empresa privada de capital canadense, era a responsável pelos serviços de energia elétrica em São Paulo capital e arredores.
Posteriormente, a Light também passou a operar serviços de energia elétrica no Rio de Janeiro.
No final da década de 1970, o contrato de concessão da Light com o governo federal, assinado no início do século e com validade de 70 anos seria encerrado, com a entrega dos ativos investidos tanto no Rio de Janeiro, como em São Paulo ao governo brasileiro. Porém em circunstâncias obscuras, principalmente no momento político vigente (ditadura militar brasileira), o então ministro das minas e energia Shigeaki Ueki, através da Eletrobrás, adquiriu o controle acionário da Light – Serviços de Eletricidade S/A, estatizando-a.

## A criação da Eletropaulo
Em 20 de março de 1981, o Governo do Estado de São Paulo, durante a gestão de Paulo Maluf, constituiu a Eletropaulo, com a finalidade básica de assumir a operação dos sistemas de geração, transmissão e distribuição de energia elétrica, nos municípios de concessão da Light no estado de São Paulo.
Em 24 de março de 1981, mediante o Decreto Federal nº 85.839, a Eletropaulo foi autorizada a funcionar como concessionária de serviços públicos de energia elétrica. Em 26 de março de 1981, foi autorizada pelo DNAEE (Departamento Nacional de Águas e Energia Elétrica), através a assumir a operação dos sistemas na área de concessão da Light no Estado de São Paulo.
Em 26 de março de 1981, foi assinado convênio destinado a estabelecer as condições de operação de compra e venda dos bens, firmado entre a Light e Eletropaulo, com a interveniência do Ministério das Minas e Energia, do DNAEE e da Eletrobrás, tendo sido ratificado em 31 de março os termos do Convênio, do Instrumento Particular de Promessa de Compra e Venda entre as duas empresas.
No dia 31 de março de 1981, a Eletropaulo assumiu efetivamente a operação dos serviços concernentes ao Subsistema Light - São Paulo.
No acordo estabelecido, a Light se tornou acionista preferencialista da Eletropaulo. A Light detinha 47,6% do capital da concessionária paulista.
Estima-se que o controle da Light pelo governo paulista tenha custado cerca de US$ 1 bilhão, embora boa parte do pagamento tenha sido feito em debêntures e ações preferenciais da própria Eletropaulo, além de absorção e dívidas e uma parcela em moeda corrente.
O governo estadual justificou a compra da empresa alegando que, somente tendo o governo como controlador, a empresa conseguiria os empréstimos externos necessários aos investimentos para expansão dos seus sistemas, o que poria em risco o desenvolvimento industrial das cidades do eixo Rio-São Paulo. A compra foi  bastante contestada pela imprensa e pela oposição, tendo sido publicados uma série de textos em jornais defendendo que a empresa estava inchada, com muitos funcionários, e prestando serviços de má qualidade à população.
Durante toda a década de 1980 e início da década de 1990, a Eletropaulo foi uma das maiores empresas estatais do estado de São Paulo, chegando a ter cerca de 27 mil empregados. Era considerada uma das maiores distribuidoras de energia elétrica do mundo.

## A cisão da empresa para privatização
A partir de 1995, o então governador Mário Covas criou o PED - Programa Estatual de Desestatização, para iniciar um processo de privatização de inúmeras empresas estatais paulistas, além de trechos de rodovias e ferrovias.
Considerada pelos técnicos do governo estadual como uma empresa grande demais para ser privatizada num único bloco, a Eletropaulo foi dividida em quatro empresas menores:
- Eletropaulo Metropolitana, a mais rentável de todas, que foi privatizada em 1999, inicialmente chamada de AES Eletropaulo[4] e atualmente conhecida como Enel Distribuição São Paulo,[5] responsável pela operação de serviços de energia elétrica na cidade de São Paulo e parte da Região Metropolitana de São Paulo;

- Empresa Bandeirante de Energia, privatizada em 1999, também foi chamada de EDP Bandeirante[6] e atualmente conhecida como EDP São Paulo, responsável pela operação de serviços de energia elétrica em parte da Região Metropolitana de São Paulo e parte da Região Metropolitana do Vale do Paraíba e Litoral Norte;

- Empresa Paulista de Transmissão de Energia, conhecida atualmente apenas como Transmissão Paulista, foi incorporada pela CTEEP (criada a partir da cisão com a CESP) em 2001 que mais tarde foi privatizada em 2006;[7]

- Empresa Metropolitana de Águas e Energia ou EMAE, encarregada de controlar o volume de água do Rio Pinheiros, da Represa de Guarapiranga, da Estação Elevatória da Traição e Usina Henry Borden, privatizada em abril de 2024.[8]

| Empresa                                    | Setor        | Destino                            | Valor                               | Consórcio vencedor |
| ------------------------------------------ | ------------ | ---------------------------------- | ----------------------------------- | --- |
| Eletropaulo Metropolitana                  | Distribuição | Leiloada em 15 de abril de 1998    | 2,026 bilhões (pelo valor mínimo)   | Lightgásː AES Corporation (11,46%), Houston Industries Energy (11,46%), Électricité de France (EDF) (11,46%) e Companhia Siderúrgica Nacional (7,32%). |
| Empresa Bandeirante de Energia             | Distribuição | Leiloada em 17 de setembro de 1998 | R$ 1,014 bilhão (pelo valor mínimo) | CPFL e EDP |
| Empresa Paulista de Transmissão de Energia | Transmissão  | Incorporada pela CTEEP em 2001     | Incorporada pela CTEEP em 2001      | A CTEEP foi vendida em 28 de junho de 2006 para a Interconexión Eléctrica (ISA) por R$ 1,960 bilhão.                                                   |
| Empresa Metropolitana de Águas e Energia   | Geração      | Leiloada em 19 de abril de 2024    | R$ 1,04 bilhão (ágio de 33,68%)     | Fundo Phoenix de Participações Multiestratégia |

## Extinção da empresa e sobrevivência da marca
Oficialmente, a marca e razão social Eletropaulo não existe mais desde 1999, com a cisão da empresa em empresas menores, mas clientes e usuários em geral ainda não estão habituados as novas denominações das empresas cindidas: o caso da AES Eletropaulo foi mais gritante, até pela certa similaridade de nome.
Muitos clientes mais antigos, com mais de 50 anos, chamavam a AES Eletropaulo da extinta Light (veja Antecedentes), ao reclamarem das contas altas junto a familiares e amigos.
Muitas instalações e placas das novas empresas sucessoras da Eletropaulo também não foram modificados no decorrer do tempo, contribuindo para a confusão.
A Fundação Energia e Saneamento, criada em 1998 para preservar e divulgar o patrimônio histórico-cultural do setor energético, herdou boa parte de documentos e objetos antigos da Eletropaulo e de outras antigas empresas de energia e saneamento já extintas.